# 減数手術
減数手術（げんすうしゅじゅつ）は、多胎妊娠した場合、妊娠初期に一部の胎児を妊娠中絶する手術。減胎手術、多胎一部救胎手術とも言う。妊娠12週までに行われる。
減数手術については、対象の選択、母児の身体的、心理的問題に関する検討が十分ではなく、また法的問題のみならず胎児の生命に対する倫理的問題もあり、社会的合意が得られていないため、その是非に一定の方向が示されていない。

## 多胎とは
2胎以上の胎児を同時に妊娠している場合を指す。排卵誘発剤、体外受精時に多数の受精卵を子宮へ戻す、等の影響から増加傾向にある。

## 手術法
- 経膣超音波ガイド下に子宮腔を穿刺する。
- 中絶する胎児に塩化カリウムを注射する。
- 胎児の心拍が停止したのを確認する。
- 中絶された胎児は壊死、融解した後、子宮に自然に吸収される。

## 問題点
1. 適応：4胎以上とする意見もあるが、まだ一致した見解はない。
2. 安全性：残存胎児への影響は少ないとされるが、結論は出ていない。
3. 法律：母体保護法、堕胎罪に抵触するおそれがある。
4. 倫理的：「どの児を生かし、どの児の生命を絶つか」を医師など他人が決めてよいのか。